# Media Luna Roja Palestina
La Media Luna Roja Palestina (en árabe: جمعية الهلال الأحمر الفلسطيني‎ ) fue fundada en 1968 por Fathi Arafat, médico palestino y hermano de Yasir Arafat. Es una organización humanitaria que forma parte del Movimiento Internacional de la Cruz Roja y de la Media Luna Roja. Proporciona hospitales, servicios de emergencias médicas y servicios de ambulancias, así como centros de atención primaria en Cisjordania y la Franja de Gaza. Su sede está en Ramala, la capital administrativa de Palestina.

## Historia
La primera delegación de la organización de la Cruz Roja en Palestina fue fundada en Jerusalén en 1910. Sin embargo, su fundación oficial tuvo lugar el 26 de diciembre de 1968 con el objetivo de proporcionar servicios sanitarios a la población palestina. Comenzó con una pequeña clínica en un campamento de refugiados en Jordania. Desde entonces, ha sido una institución clave a la hora de asistir médicamente y de proporcionar servicios sociales a los palestinos. En junio de 2006 fue admitida como miembro de pleno derecho en la Federación Internacional de Sociedades de la Cruz Roja y de la Media Luna Roja. La Media Luna Roja Palestina tiene delegaciones en Siria, Egipto y Líbano, donde todavía vive cientos de miles de refugiados palestinos.

## Servicios de ambulancias
La Media Luna Roja Palestina proporciona la mayoría de los servicios de ambulancia en Palestina, incluida la prestación de servicios médicos de emergencia y de socorro a los palestinos, tal y como fue dispuesto en 1996 por el entonces líder de la Organización para la Liberación de Palestina, Yasir Arafat. Los servicios de ambulancia son proporcionados por 41 estaciones y subestaciones, 22 puestos móviles, 122 ambulancias, 346 Técnicos de Emergencias Médicas (TEM) y más de 500 voluntarios.
El año 1996 fue también el de la fundación del Instituto Médico de Emergencias, que prepara al personal y a los TEM de acuerdo con los estándares internacionales. Además, la Media Luna Roja Palestina ha sido fundamental en el establecimiento del número de emergencia nacional (101).

## Problemas derivados de la ocupación israelí

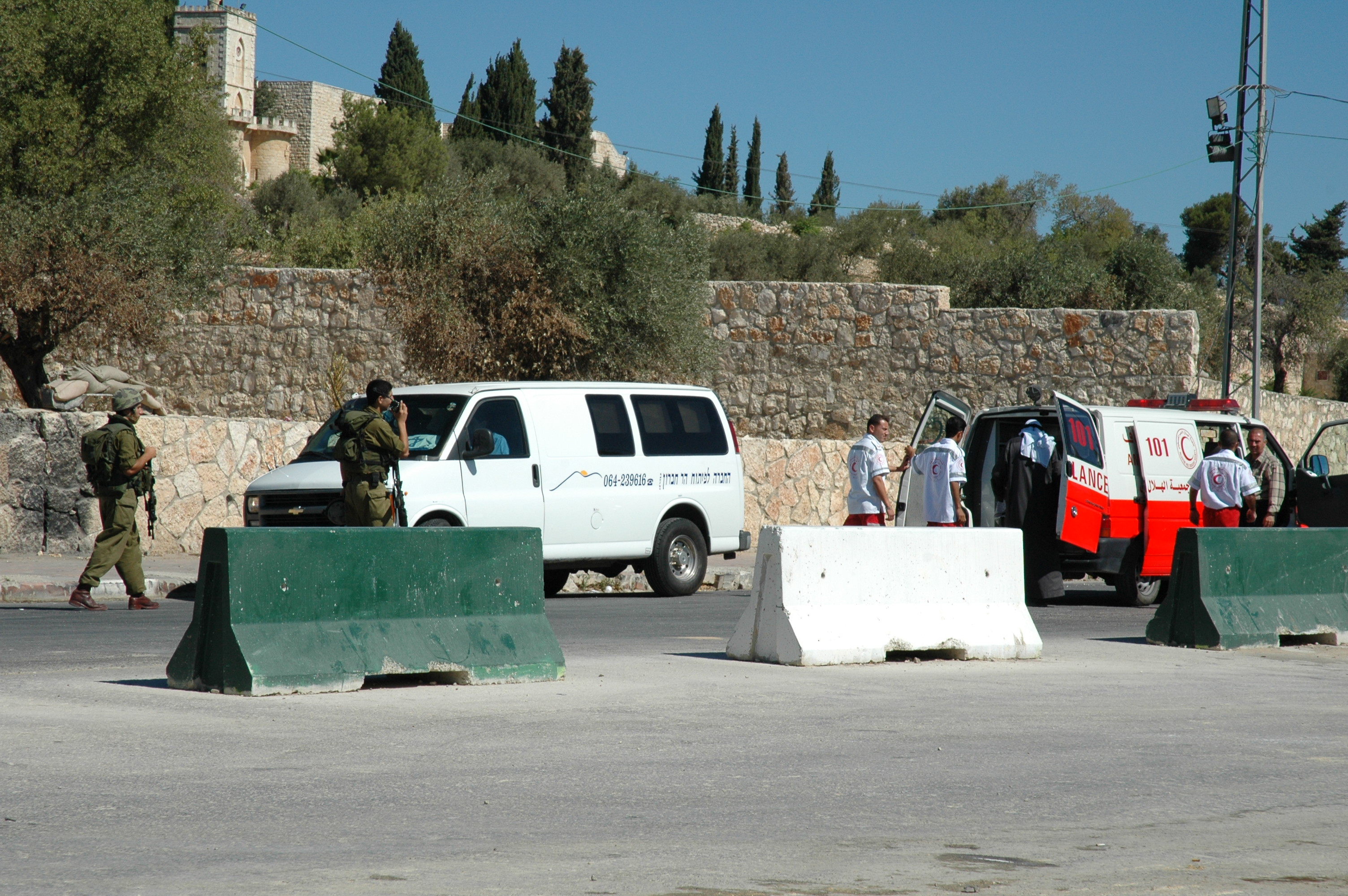
Ambulancia de la Media Luna Roja Palestina en un puesto de control israelí

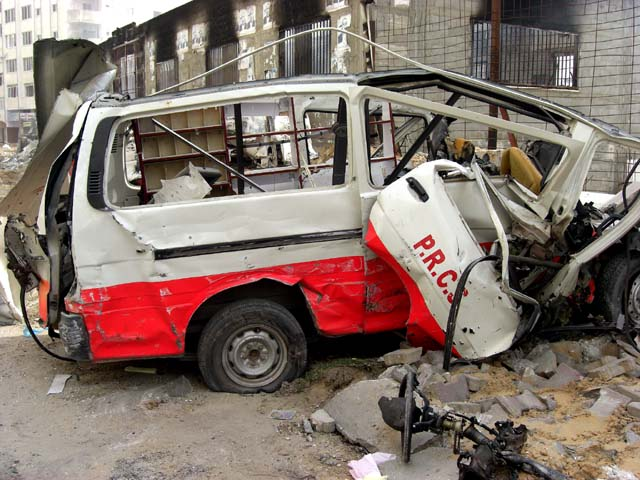
Ambulancia destruida en el barrio de Shuja'iya de la ciudad de Gaza, junto al Hospital al-Quds, después del bombardeo israelí.

El conflicto entre palestinos e israelíes ha generado numerosos problemas para la prestación de servicios de la Media Luna Roja Palestina.
Las autoridades israelíes exigen que las ambulancias palestinas se sometan a un registro exhaustivo antes de poder pasar por los puestos de control, lo que retrasa la atención del paciente con evidentes resultados negativos. Por ejemplo, entre los años 2000 y 2007, se calcula que el 16% de las mujeres embarazadas tuvieron que esperar en los puestos de control por períodos superiores a dos horas, lo que resultó en 68 mujeres que dieron a luz en dichos puestos de control, 35 casos de aborto espontáneo y 5 muertes maternas. Según fuentes israelíes, esta política se debe a que las organizaciones militantes palestinas utilizaron las ambulancias para transportar terroristas y armamento durante la Segunda Intifada, lo que obligaba a inspeccionar las ambulancias palestinas independientemente de la gravedad del estado del paciente. Israel realizó afirmaciones similares durante la Guerra de Gaza de 2008-2009, pero Amnistía Internacional negó que Hamás hubiese utilizado sistemáticamente instalaciones médicas, vehículos y uniformes como tapadera, afirmando que Israel no ha proporcionado pruebas que demuestren tales hechos. De hecho, el equivalente israelí de la Media Luna Roja Palestina, Magen David Adom, declaró ante la misión de la ONU que investigaba dicha guerra que "no tuvo lugar un uso de ambulancias de la Media Luna Roja Palestina para el transporte de armas o municiones" y que "no hubo mal uso del emblema por parte de la Media Luna Roja Palestina".
Según la Media Luna Roja Palestina, los ejércitos de tierra y aire de Israel han atacado deliberadamente a las ambulancias palestinas y les han impedido llevar a cabo sus funciones, en violación del derecho internacional humanitario. En 2003, por ejemplo, la Media Luna Roja Palestina informó de que siete miembros de su personal resultaron heridos y 12 ambulancias resultaron dañadas en ataques de colonos y del ejército israelí, y de que a sus ambulancias se les negó o retrasó el acceso a las zonas en conflicto en un total de 584 ocasiones.

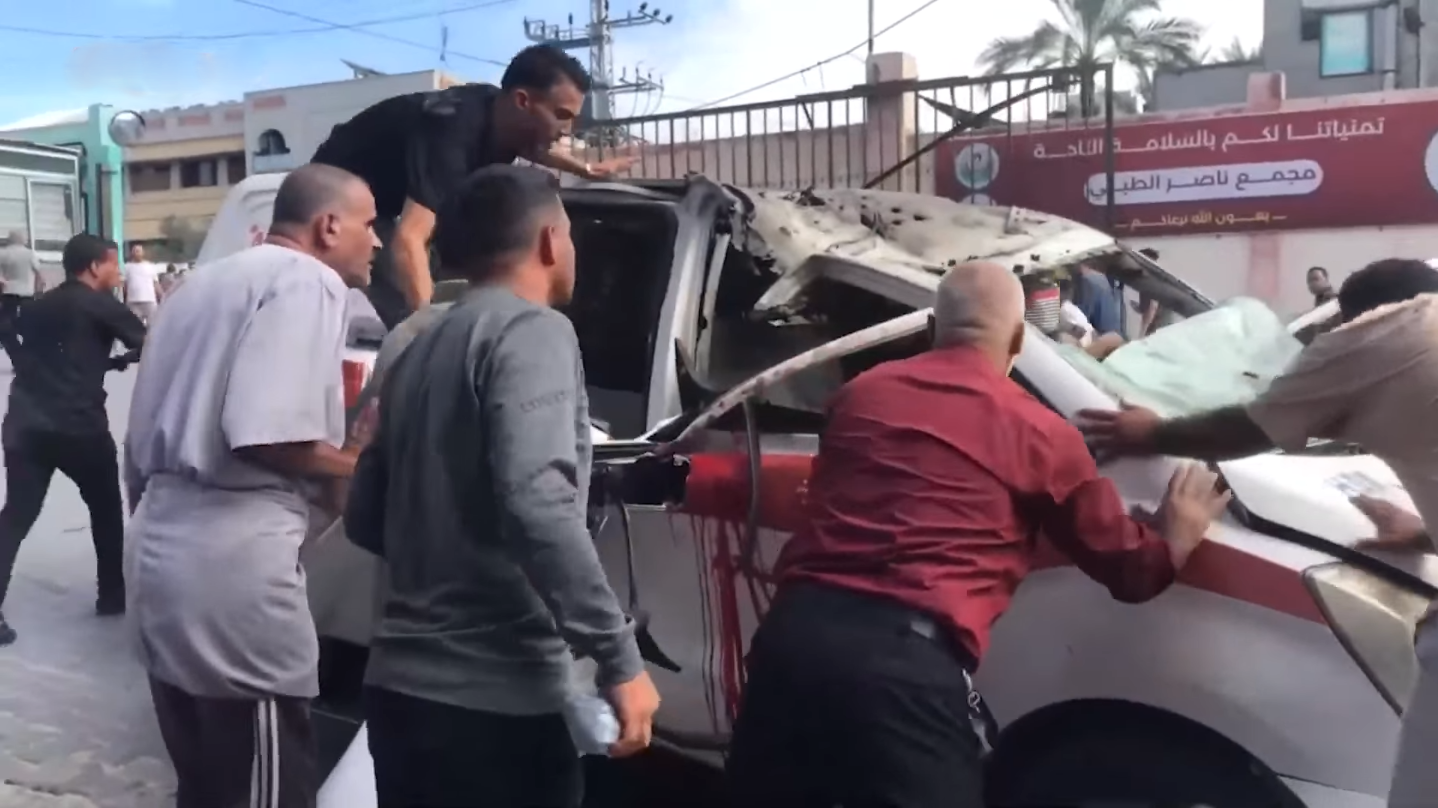
Una ambulancia de la Media Luna Roja Palestina fue alcanzada por un misil israelí en Khan Younis, octubre de 2023.

En julio de 2023, la Media Luna Roja Palestina anunció que dotaría de chalecos antibalas y cascos a todos los médicos y paramédicos que trabajan en Cisjordania y Jerusalén Este. El motivo para dicha medida es el incremento de ataques violentos por parte del ejército israelí y de los colonos judíos. Según datos del organismo, el número de ataques contra sanitarios y ambulancias de la Media Luna Roja Palestina se ha triplicado en 2023 con respecto a las cifras del año anterior, llegando hasta 193 incidentes en la primera mitad del año. Estos ataques incluyen disparos tanto con balas de goma como con munición real, tanto en el trayecto para recoger a los heridos como en la propia recogida, así como la obstrucción del paso de las ambulancias.